# Wales herrlandslag i volleyboll
Wales herrlandslag i volleyboll representerar Wales i volleyboll på herrsidan. De deltog i Europamästerskapet i volleyboll för små nationer 2000, där de kom på åttonde plats.